# Dasymys incomtus
Dasymys incomtus là một loài động vật có vú trong họ Chuột, bộ Gặm nhấm. Loài này được Sundevall mô tả năm 1846.

## Hình ảnh

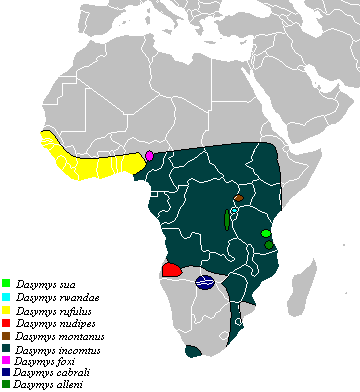